# Rosenborg Ballklub 1990
Questa pagina raccoglie i dati riguardanti il Rosenborg Ballklub nelle competizioni ufficiali della stagione 1990.

## Stagione
Nella stagione 1990, il Rosenborg vinse il campionato. Si trattò del quinto titolo nazionale della storia del club. Ørjan Berg, Sverre Brandhaug, Trond Henriksen e Mini Jakobsen furono i calciatore più utilizzati in campionato, con 22 presenze su 22. Jakobsen fu anche il miglior marcatore, con 17 reti all'attivo: si laureò anche capocannoniere della 1. divisjon. Nella stessa stagione, il club ottenne la quinta affermazione della sua storia nella Coppa di Norvegia, imponendosi in finale sul Fyllingen. Nella Coppa UEFA, invece, il Rosenborg non superò i trentaduesimi di finale, venendo eliminato per mano dei sovietici dello Čornomorec'.

## Maglie e sponsor
La divisa casalinga prevedeva una maglietta bianca con inserti neri, pantaloncini neri e calzettoni bianchi.
| Casa |

## Rosa
| N. |                     | Ruolo | Calciatore          |
| -- | ------------------- | ----- | ------------------- |
|    | Norvegia (bandiera) | P     | Ola By Rise         |
|    | Norvegia (bandiera) | P     | Frode Olsen         |
|    | Norvegia (bandiera) | P     | Ivar Selnæs         |
|    | Norvegia (bandiera) | D     | Bjørn Otto Bragstad |
|    | Norvegia (bandiera) | D     | Knut Torbjørn Eggen |
|    | Norvegia (bandiera) | D     | Trond Henriksen     |
|    | Norvegia (bandiera) | D     | Øivind Husby        |
|    | Norvegia (bandiera) | D     | Leif Nordli         |
|    | Norvegia (bandiera) | D     | Trond Sollied       |
|    | Norvegia (bandiera) | D     | Ståle Stensaas      |

| N. |                     | Ruolo | Calciatore              |
| -- | ------------------- | ----- | ----------------------- |
|    | Norvegia (bandiera) | C     | Ørjan Berg              |
|    | Norvegia (bandiera) | C     | Runar Berg              |
|    | Norvegia (bandiera) | C     | Sverre Brandhaug        |
|    | Norvegia (bandiera) | C     | Stig Are Enlid          |
|    | Norvegia (bandiera) | C     | Kåre Ingebrigtsen       |
|    | Norvegia (bandiera) | C     | Roar Strand             |
|    | Norvegia (bandiera) | A     | Harald Martin Brattbakk |
|    | Norvegia (bandiera) | A     | Mini Jakobsen           |
|    | Norvegia (bandiera) | A     | Karl Petter Løken       |
|    | Norvegia (bandiera) | A     | Gøran Sørloth           |

## Calciomercato

### Sessione invernale
| Acquisti | Acquisti       | Acquisti   | Acquisti   |
| R.       | Nome           | da         | Modalità   |
| -------- | -------------- | ---------- | ---------- |
| P        | Frode Olsen    | Vidar      | definitivo |
| D        | Ståle Stensaas | Nidelv     | definitivo |
| C        | Runar Berg     | Bodø/Glimt | definitivo |

| Cessioni | Cessioni        | Cessioni     | Cessioni   |
| R.       | Nome            | a            | Modalità   |
| -------- | --------------- | ------------ | ---------- |
| D        | Hans Brandtun   | Fyllingen    | definitivo |
| D        | Bård Wiggen     | Strømsgodset | definitivo |
| C        | Per Joar Hansen | Umeå FC      | definitivo |
| A        | Arve Svorkmo    | HamKam       | definitivo |

### Sessione estiva
| Acquisti | Acquisti | Acquisti | Acquisti |
| R.       | Nome     | da       | Modalità |
| -------- | -------- | -------- | -------- |

| Cessioni | Cessioni | Cessioni | Cessioni |
| R.       | Nome     | a        | Modalità |
| -------- | -------- | -------- | -------- |

## Risultati

### 1. divisjon

#### Girone di andata
| 29 aprile 1990, ore ??:?? 1ª giornata | Rosenborg | 0 – 0 referto | Tromsø | Idrettshøgskolen (11.767 spett.)\| Arbitro: \| Hollung \| |
| Arbitro:                              | Hollung   |               |        |                                                           |

| Arbitro: | Halle (Molde) |

|                         |           |                  |
| Arnevåg 50’ Sognnæs 84’ | Marcatori | 53’ Ingebrigtsen |

| Arbitro: | Thorp |

|                         |           |                        |
| Tangen 28’ Pedersen 80’ | Marcatori | 4’ Brandhaug 14’ Løken |

| Arbitro: | Olsen (Kristiansund) |

|                                                          |           |                                 |
| Jakobsen 2’, 33’, 69’ Sollied 18’ Strand 44’ Sørloth 66’ | Marcatori | 30’ Johnsen 34’, 42’ Storskogen |

| Arbitro: | Pedersen (Jeløy) |

|               |           |              |
| Ludvigsen 81’ | Marcatori | 22’ Jakobsen |

| Arbitro: | Olsen |

|                         |           |  |
| Jakobsen 84’ Strand 90’ | Marcatori |  |

| Arbitro: | Haugen |

|               |           |                                                                          |
| Ytterland 58’ | Marcatori | 29’, 34’ Sørloth 30’ Brandhaug 30’ Ø. Berg 65’ Ingebrigtsen 78’ Jakobsen |

| Arbitro: | Larsgård |

|  |           |            |
|  | Marcatori | 4’ Stavrum |

| Arbitro: | Raabe |

|                 |           |                                         |
| Dahlum 30’, 51’ | Marcatori | 3’, 4’ Brandhaug 13’ Strand 53’ Sørloth |

| Arbitro: | Pedersen (Jeløy) |

|                       |           |                        |
| Strand 8’ Sollied 53’ | Marcatori | 64’ Soltvedt 69’ Tveit |

| Arbitro: | Nordby |

|                         |           |           |
| Mjelde 5’, 17’ Nybø 36’ | Marcatori | 78’ Løken |

#### Girone di ritorno
| Arbitro: | Presberg |

|           |           |                                     |
| Rismo 62’ | Marcatori | 7’ Løken 21’ Brandhaug 60’ Jakobsen |

| Arbitro: | Rogne |

|                                    |           |  |
| Løken 51’ Sollied 68’ Jakobsen 75’ | Marcatori |  |

| Arbitro: | Presberg |

|                                                 |           |  |
| Brandhaug 20’ Jakobsen 73’ Løken 87’ Strand 89’ | Marcatori |  |

| Arbitro: | Haugstad |

|                             |           |             |
| Storskogen 8’ Erlandsen 40’ | Marcatori | 65’ Sollied |

| Arbitro: | Halle (Molde) |

|                                                  |           |  |
| Ø. Berg 34’ Jakobsen 56’ Sørloth 71’ Sollied 81’ | Marcatori |  |

| Arbitro: | Haugen |

|  |           |                              |
|  | Marcatori | 21’ Sørloth 83’ Ingebrigtsen |

| Arbitro: | Larsgård |

|                                                      |           |               |
| Sørloth 32’ Jakobsen 34’ Henriksen 51’ Brattbakk 89’ | Marcatori | 77’ Ytterland |

| Arbitro: | Raabe |

|                 |           |                                                                           |
| Leonhardsen 49’ | Marcatori | 16’, 51’ Jakobsen 69’, 82’ Ø. Berg 77’ Løken 79’ Sørloth 90’ Ingebrigtsen |

| Arbitro: | Kjelbrott |

|                                  |           |              |
| Jakobsen 17’, 65’, 72’ Løken 32’ | Marcatori | 88’ Lydersen |

| Arbitro: | Olsen |

|              |           |               |
| Soltvedt 11’ | Marcatori | 79’ Henriksen |

| Arbitro: | Pedersen |

|                         |           |  |
| Strand 46’ Jakobsen 88’ | Marcatori |  |

### Coppa di Norvegia
| 23 maggio 1990                                | Nardo     | 0 – 1 referto | Rosenborg |  |
| \| \| \| \| \| \| Marcatori \| 38’ Sørloth \| |           |               |           |  |
|                                               |           |               |           |  |
|                                               | Marcatori | 38’ Sørloth   |           |  |

| 30 maggio 1990 | Steinkjer | 1 – 7 referto                                                               | Rosenborg |  |
| \| \| \| \| \| ? ?’ \| Marcatori \| 63’, 87’, 88’ Sørloth 69’ Brandhaug 77’ Jakobsen 82’ Løken 83’ Ingebrigtsen \| |           |                                                                             |           |  |
| |           |                                                                             |           |  |
| ? ?’ | Marcatori | 63’, 87’, 88’ Sørloth 69’ Brandhaug 77’ Jakobsen 82’ Løken 83’ Ingebrigtsen |           |  |

| 1º luglio 1990                                                                   | Rosenborg | 4 – 1 referto | Namsos |  |
| \| \| \| \| \| ? 1’ (aut.) Sørloth 52’, 59’ Jakobsen 78’ \| Marcatori \| ?’ ? \| |           |               |        |  |
|                                                                                  |           |               |        |  |
| ? 1’ (aut.) Sørloth 52’, 59’ Jakobsen 78’                                        | Marcatori | ?’ ?          |        |  |

| 25 luglio 1990                                                                  | Rosenborg | 3 – 2 (d.t.s.) referto | Strømmen |  |
| \| \| \| \| \| Løken 36’ Jakobsen 95’ R. Berg 115’ \| Marcatori \| ?’ ? ?’ ? \| |           |                        |          |  |
|                                                                                 |           |                        |          |  |
| Løken 36’ Jakobsen 95’ R. Berg 115’                                             | Marcatori | ?’ ? ?’ ?              |          |  |

| 15 agosto 1990                              | Tromsø    | 0 – 1 referto | Rosenborg |  |
| \| \| \| \| \| \| Marcatori \| 20’ Løken \| |           |               |           |  |
|                                             |           |               |           |  |
|                                             | Marcatori | 20’ Løken     |           |  |

| 16 settembre 1990                          | Rosenborg | 1 – 0 referto | Kongsvinger |  |
| \| \| \| \| \| Løken 6’ \| Marcatori \| \| |           |               |             |  |
|                                            |           |               |             |  |
| Løken 6’                                   | Marcatori |               |             |  |

| Arbitro: | Haugstad |

|           |           |                                                          |
| Tengs 89’ | Marcatori | 13’, 59’ Løken 20’ Sørloth 28’ Jakobsen 67’ Ingebrigtsen |

### Coppa UEFA
| 19 settembre 1990                                            | Čornomorec' | 3 – 1 referto | Rosenborg |  |
| \| \| \| \| \| ? ?’ ? ?’ ? ?’ \| Marcatori \| 78’ Sørloth \| |             |               |           |  |
|                                                              |             |               |           |  |
| ? ?’ ? ?’ ? ?’                                               | Marcatori   | 78’ Sørloth   |           |  |

| 3 ottobre 1990                                                  | Rosenborg | 2 – 1 referto | Čornomorec' |  |
| \| \| \| \| \| Jakobsen 28’ Sørloth 76’ \| Marcatori \| ?’ ? \| |           |               |             |  |
|                                                                 |           |               |             |  |
| Jakobsen 28’ Sørloth 76’                                        | Marcatori | ?’ ?          |             |  |

## Statistiche

### Statistiche di squadra
| Competizione      | Punti | In casa | In casa | In casa | In casa | In casa | In casa | In trasferta | In trasferta | In trasferta | In trasferta | In trasferta | In trasferta | Totale | Totale | Totale | Totale | Totale | Totale | DR  |
| Competizione      | Punti | G       | V       | N       | P       | Gf      | Gs      | G            | V            | N            | P            | Gf           | Gs           | G      | V      | N      | P      | Gf     | Gs     | DR  |
| ----------------- | ----- | ------- | ------- | ------- | ------- | ------- | ------- | ------------ | ------------ | ------------ | ------------ | ------------ | ------------ | ------ | ------ | ------ | ------ | ------ | ------ | --- |
| 1. divisjon       | 44    | 11      | 8       | 2       | 1       | 31      | 8       | 11           | 5            | 3            | 3            | 29           | 16           | 22     | 13     | 5      | 4      | 60     | 24     | +36 |
| Coppa di Norvegia | -     | 3       | 3       | 0       | 0       | 8       | 3       | 4            | 4            | 0            | 0            | 14           | 2            | 7      | 7      | 0      | 0      | 22     | 5      | +17 |
| Coppa UEFA        | -     | 1       | 1       | 0       | 0       | 2       | 1       | 1            | 0            | 0            | 1            | 1            | 3            | 2      | 1      | 0      | 1      | 3      | 4      | -1  |
| Totale            | -     | 15      | 12      | 2       | 1       | 41      | 12      | 16           | 9            | 3            | 4            | 44           | 21           | 31     | 21     | 5      | 5      | 85     | 33     | +52 |

### Statistiche dei giocatori
| Giocatore       | 1. divisjon | 1. divisjon | Coppa di Norvegia | Coppa di Norvegia | Coppa UEFA | Coppa UEFA | Totale   | Totale |
| Giocatore       | Presenze    | Reti        | Presenze          | Reti              | Presenze   | Reti       | Presenze | Reti   |
| --------------- | ----------- | ----------- | ----------------- | ----------------- | ---------- | ---------- | -------- | ------ |
| Ø. Berg         | 22          | 4           | 7                 | 0                 | 2          | 0          | 31       | 4      |
| R. Berg         | 10          | 0           | 3                 | 1                 | 0          | 0          | 13       | 1      |
| B. Bragstad     | 9           | 0           | 3                 | 0                 | 0          | 0          | 12       | 0      |
| S. Brandhaug    | 22          | 6           | 7                 | 1                 | 2          | 0          | 31       | 7      |
| H. Brattbakk    | 3           | 1           | 0                 | 0                 | 0          | 0          | 3        | 1      |
| O. By Rise      | 21          | 0           | 7                 | 0                 | 2          | 0          | 30       | 0      |
| K. Eggen        | 19          | 0           | 5                 | 0                 | 2          | 0          | 26       | 0      |
| S. Enild        | 1           | 0           | 2                 | 0                 | 0          | 0          | 3        | 0      |
| T. Henriksen    | 22          | 2           | 7                 | 0                 | 2          | 0          | 31       | 2      |
| Ø. Husby        | 17          | 0           | 6                 | 0                 | 2          | 0          | 25       | 0      |
| K. Ingebrigtsen | 21          | 4           | 6                 | 2                 | 2          | 0          | 29       | 6      |
| M. Jakobsen     | 22          | 17          | 7                 | 4                 | 2          | 1          | 31       | 22     |
| K. Løken        | 17          | 7           | 7                 | 6                 | 1          | 0          | 25       | 13     |
| L. Nordli       | 10          | 0           | 3                 | 0                 | 0          | 0          | 13       | 0      |
| F. Olsen        | 1           | 0           | 0                 | 0                 | 0          | 0          | 1        | 0      |
| I. Selnæs       | 0           | 0           | 0                 | 0                 | 0          | 0          | 0        | 0      |
| T. Sollied      | 15          | 5           | 5                 | 0                 | 2          | 0          | 22       | 5      |
| G. Sørloth      | 21          | 8           | 6                 | 7                 | 2          | 2          | 29       | 17     |
| S. Stensaas     | 0           | 0           | 0                 | 0                 | 0          | 0          | 0        | 0      |
| R. Strand       | 19          | 6           | 7                 | 0                 | 2          | 0          | 28       | 6      |